# Bandarlahalli, Gudibanda
Bandarlahalli là một làng thuộc tehsil Gudibanda, huyện Kolar, bang Karnataka, Ấn Độ.